# Hockey Club La Villa Lausanne
Le HC La Villa est un club de hockey sur glace qui était basé à Lausanne dans le canton de Vaud, en Suisse. Il est fondé en 1905 et remporte un titre de champion de Suisse, en 1910.

## Histoire du club

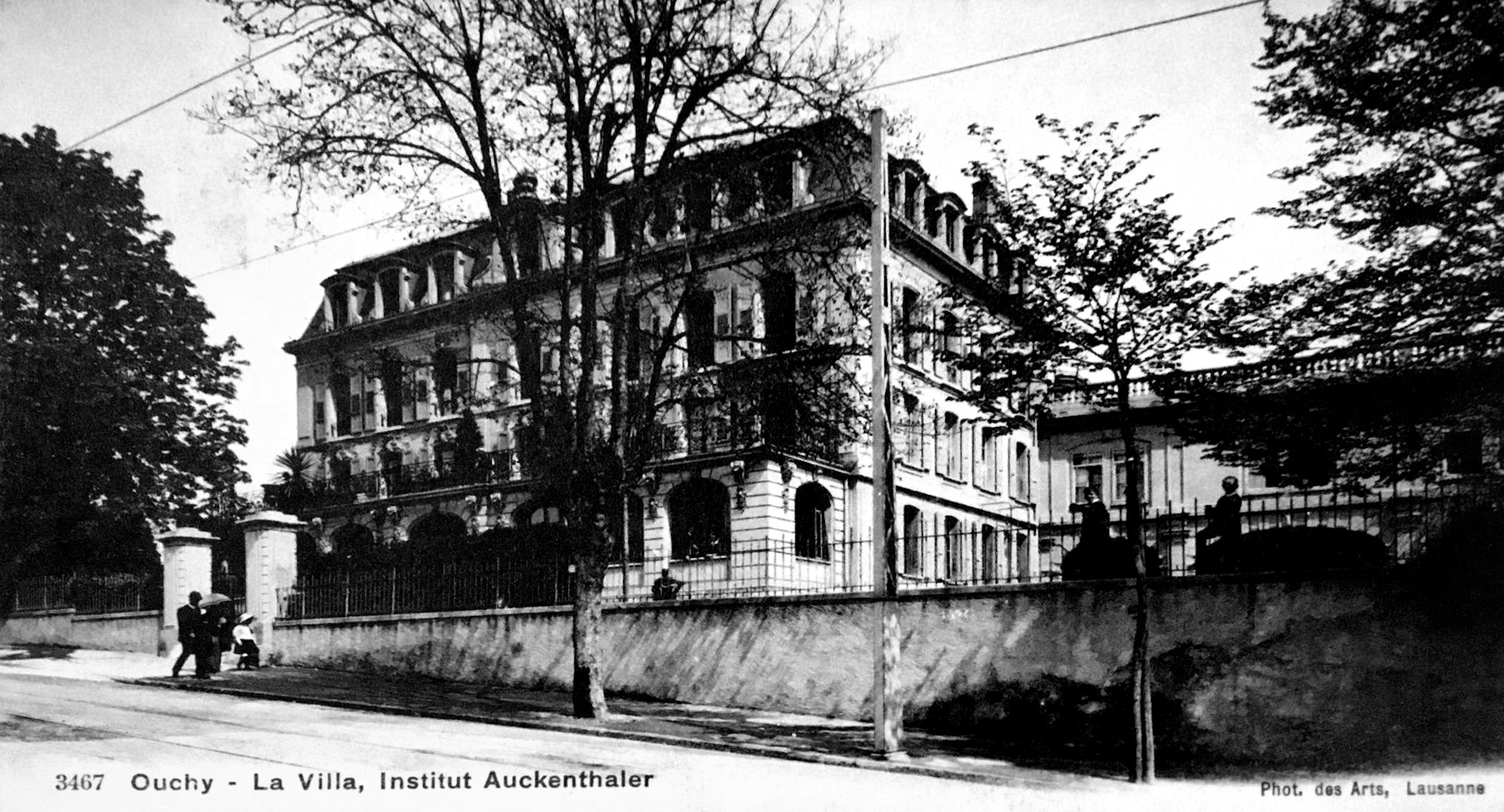
L'Insititut Auckenthaler (1924)

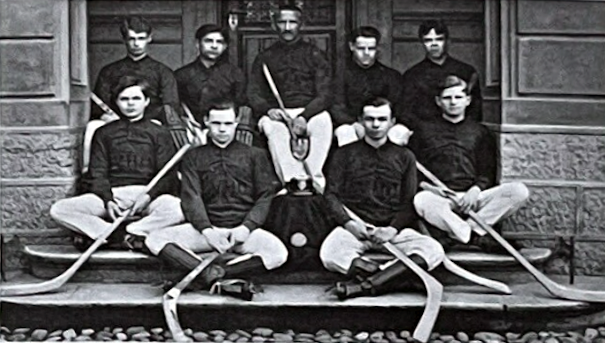
HC La Villa 1910

L'équipe défend les couleurs de l'Institut pour jeunes gens La Villa, dirigée à cette époque par Max Auckenthaler,.
En compagnie des clubs de Bellerive Vevey, Les Avants, Caux, du CP Lausanne, Leysin, Servette et de Villars, le HC La Villa est à l'origine de la fondation, à Vevey en 1908, de la Ligue suisse de hockey sur glace.

## Palmarès
- Championnat national
  - Champion (1) : 1910

## Bilan saison par saison

### En championnat national suisse
| Saison        | PJ                                                                         | V                                                                          | D                                                                          | N                                                                          | BP                                                                         | BC                                                                         | Issue                                                                      |
| ------------- | -------------------------------------------------------------------------- | -------------------------------------------------------------------------- | -------------------------------------------------------------------------- | -------------------------------------------------------------------------- | -------------------------------------------------------------------------- | -------------------------------------------------------------------------- | -------------------------------------------------------------------------- |
| 1908-1909     | 7                                                                          | 5                                                                          | 2                                                                          | 0                                                                          | ?                                                                          | ?                                                                          | 2e du championnat                                                          |
| 1909-1910     | 7                                                                          | 6                                                                          | 1                                                                          | 0                                                                          | 102                                                                        | 13                                                                         | Champion de Suisse (1)                                                     |
| 1910-1911     | 2                                                                          | 1                                                                          | 1                                                                          | 0                                                                          | 11                                                                         | 4                                                                          | Défaite en demi-finale                                                     |
| 1911-1912     | 2                                                                          | 1                                                                          | 1                                                                          | 0                                                                          | 2                                                                          | 2                                                                          | 2e de groupe en Série B                                                    |
| 1912-1913     | 4                                                                          | 3                                                                          | 0                                                                          | 1                                                                          | 20                                                                         | 6                                                                          | Champion de Suisse de Série B                                              |
| 1913-1914     | ?                                                                          | ?                                                                          | ?                                                                          | ?                                                                          | ?                                                                          | ?                                                                          | Défaite en finale de Série B                                               |
| 1914-1915     | Saison annulée à cause de la mobilisation pour la Première Guerre mondiale | Saison annulée à cause de la mobilisation pour la Première Guerre mondiale | Saison annulée à cause de la mobilisation pour la Première Guerre mondiale | Saison annulée à cause de la mobilisation pour la Première Guerre mondiale | Saison annulée à cause de la mobilisation pour la Première Guerre mondiale | Saison annulée à cause de la mobilisation pour la Première Guerre mondiale | Saison annulée à cause de la mobilisation pour la Première Guerre mondiale |
| 1915-1916     | ?                                                                          | ?                                                                          | ?                                                                          | ?                                                                          | ?                                                                          | ?                                                                          | ?                                                                          |
| 1916-1917     | ?                                                                          | ?                                                                          | ?                                                                          | ?                                                                          | ?                                                                          | ?                                                                          | ?                                                                          |
| 1917-1918     | ?                                                                          | ?                                                                          | ?                                                                          | ?                                                                          | ?                                                                          | ?                                                                          | ?                                                                          |
| 1918-1919     | ?                                                                          | ?                                                                          | ?                                                                          | ?                                                                          | ?                                                                          | ?                                                                          | ?                                                                          |
| 1919-1920     | ?                                                                          | ?                                                                          | ?                                                                          | ?                                                                          | ?                                                                          | ?                                                                          | ?                                                                          |
| 1920-1921     | 1                                                                          | 0                                                                          | 1                                                                          | 0                                                                          | 1                                                                          | 2                                                                          | Défaite en demi-finale de groupe                                           |
| Dès 1921-1922 | Plus d'information ensuite                                                 | Plus d'information ensuite                                                 | Plus d'information ensuite                                                 | Plus d'information ensuite                                                 | Plus d'information ensuite                                                 | Plus d'information ensuite                                                 | Plus d'information ensuite                                                 |

### En championnat international suisse
| Saison        | PJ                         | V                          | D                          | N                          | BP                         | BC                         | Issue                      |
| ------------- | -------------------------- | -------------------------- | -------------------------- | -------------------------- | -------------------------- | -------------------------- | -------------------------- |
| 1915-1916     | 2                          | 0                          | 2                          | 0                          | 2                          | 11                         | 3e de groupe               |
| 1916-1917     | ?                          | ?                          | ?                          | ?                          | ?                          | ?                          | ?                          |
| 1917-1918     | ?                          | ?                          | ?                          | ?                          | ?                          | ?                          | ?                          |
| 1918-1919     | ?                          | ?                          | ?                          | ?                          | ?                          | ?                          | ?                          |
| 1919-1920     | 1                          | 0                          | 1                          | 0                          | 3                          | 6                          | Défaite en quart de finale |
| 1920-1921     | ?                          | ?                          | ?                          | ?                          | ?                          | ?                          | ?                          |
| Dès 1921-1922 | Plus d'information ensuite | Plus d'information ensuite | Plus d'information ensuite | Plus d'information ensuite | Plus d'information ensuite | Plus d'information ensuite | Plus d'information ensuite |